# St. Erhard (Nornheim)

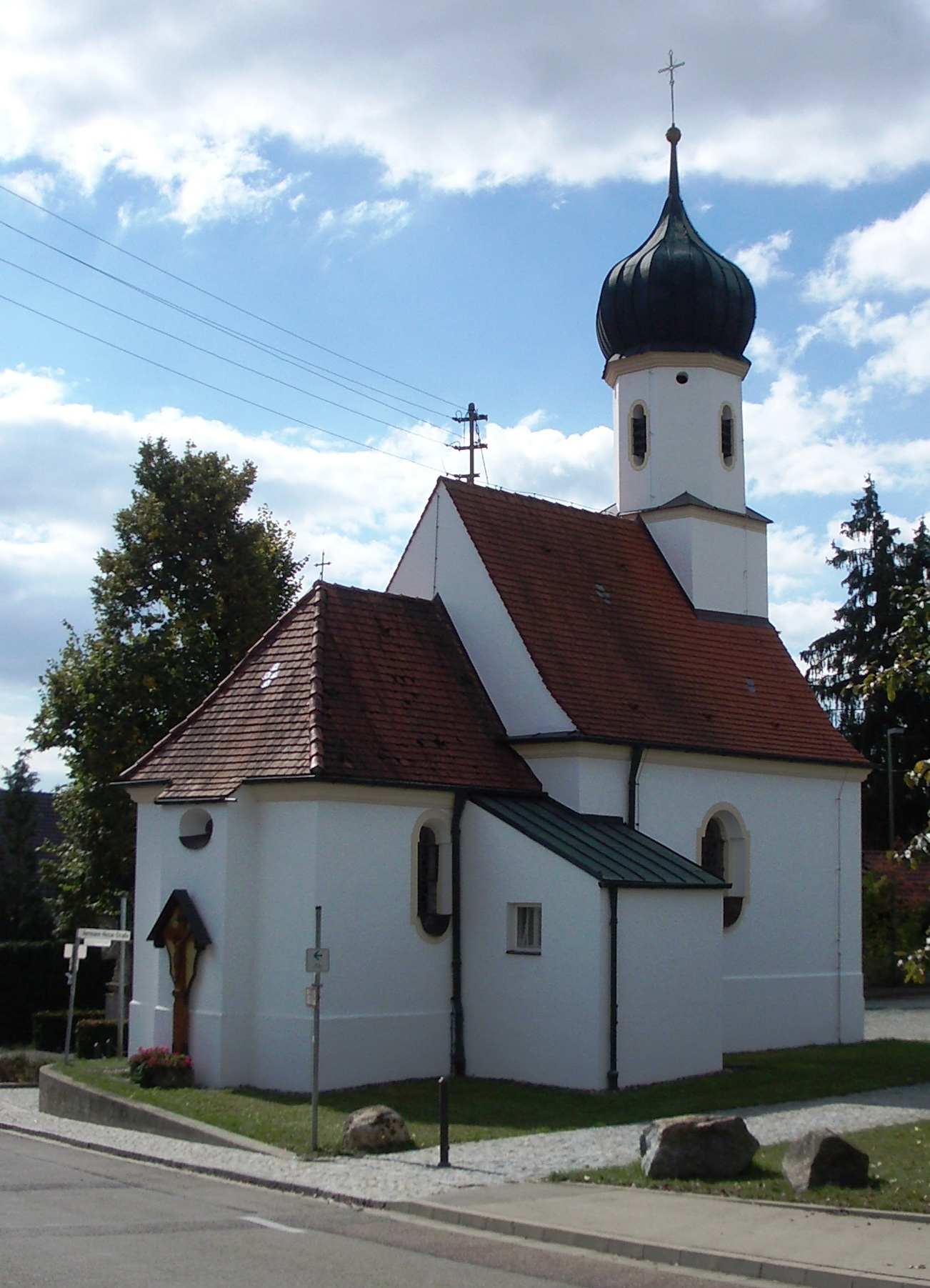
St. Erhard in Nornheim

St. Erhard ist eine römisch-katholische Kirche in Nornheim, einem Stadtteil von Günzburg im schwäbischen Landkreis Günzburg in Bayern. Das Bauwerk ist in der Liste der Baudenkmäler in Günzburg als Baudenkmal unter der Nr. D-7-74-135-175 eingetragen. Die Filialkirche ist Erhard von Regensburg gewidmet.

## Beschreibung
Die Saalkirche wurde 1631 erbaut. Sie besteht aus einem Langhaus und einem eingezogenen, gerade geschlossenen Chor im Osten, von dem die wesentlichen Teile vom mittelalterlichen Vorgängerbau stammen. Über der Fassade im Westen erhebt sich ein Dachreiter, dessen achteckiges Obergeschoss den Glockenstuhl beherbergt, und der mit einer Zwiebelhaube bedeckt ist. Der Innenraum des Langhauses ist mit einer Flachdecke überspannt. Zur Kirchenausstattung gehört ein um 1750/60 gebauter Hochaltar. Zur gleichen Zeit wurde der Stuck eingebracht. Die Statue des Johannes Evangelist stammt von 1430/40, die der Maria aus der Mitte und die des heiligen Sebastian vom Ende des 15. Jahrhunderts.